# NRK2
NRK 2  é um canal de televisão da Norwegian Broadcasting Corporation (NRK). Foi lançado em 1 de setembro de 1996. Tradicionalmente, concentra-se mais em programas culturais e mais aprofundados do que o canal irmão NRK1 e também exibe séries, dramas, comédias e notícias. Quando não transmitia programas regulares, costumava exibir o "Svisj", um programa interativo com vídeos musicais e bate-papo por SMS . Com o lançamento do NRK3 no início de setembro de 2007, o "Svisj" mudou-se para a nova estação, a NRK2 refocou sua programação para se concentrar em notícias, documentários e programas culturais.

## Logotipos

1996 - 2000
2000-2011
2011-presente